# Michigamea

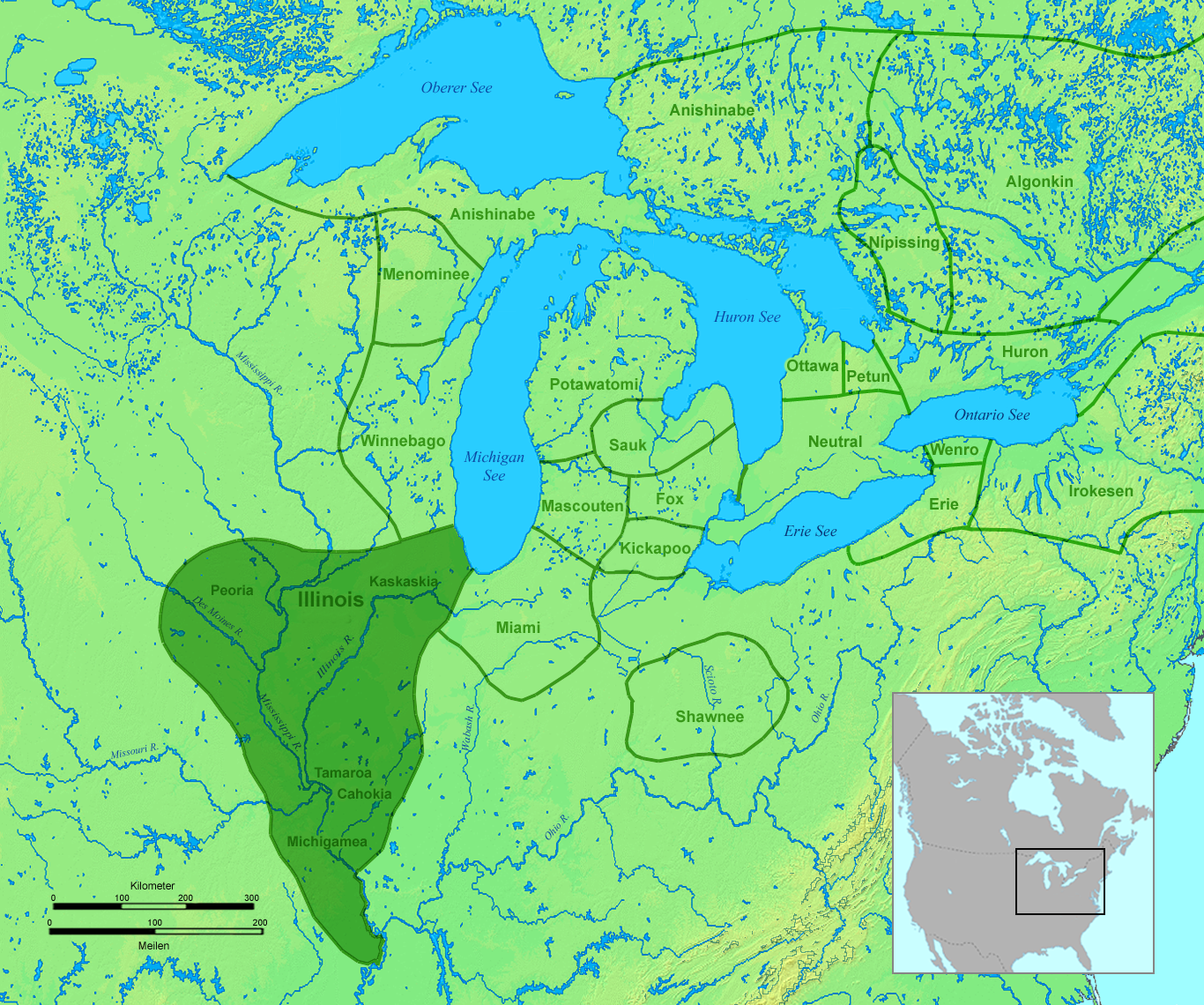
Wohn- und Jagdgebiet der Illinois vor 1700

Die Michigamea gehörten zu den Illinois, einer Konföderation von rund zwölf kleinen Algonkin sprechenden Indianerstämmen, die zu Beginn des 17. Jahrhunderts über ein Gebiet verstreut waren, welches das nördliche Illinois und Teile von Missouri, Iowa und Arkansas umfasste. Im siebzehnten Jahrhundert lebten die Michigamea am oberen Sangamon River im heutigen US-Bundesstaat Illinois und waren damit der südlichste Stamm der Illinois-Konföderation. Dort bestritten sie ihren Lebensunterhalt durch Ackerbau, Jagen, Fischen und Sammeln von Wildpflanzen. Der Anbau von Mais und das Sammeln von Wurzeln und wildwachsenden Pflanzen war Frauenarbeit, während die Männer auf die Jagd und zum Fischfang gingen.
Obwohl die Männer der Michigamea geübte Krieger waren, wurden sie von den Fox und anderen feindlichen Stämmen besiegt und weiter nach Süden vertrieben. Der französische Jesuit Jacques Marquette besuchte sie 1673 in ihrem Hauptdorf, das zu dieser Zeit am Mississippi River im nordöstlichen Arkansas lag. Um 1700 wurden sie von den Quapaw wieder nach Norden vertrieben. Gemeinsam mit den Chepoussa, einem weiteren Illinois-Stamm, kehrten sie nach Illinois zurück und siedelten an der Mündung des Kaskaskia Rivers in den Illinois River im heutigen Randolph County.
1720 errichteten die Franzosen in ihrer Nähe das Fort de Chartres. Die Michigamea und weitere südlich lebenden Illinois-Stämme verdankten den Franzosen einen gewissen Schutz vor ihren Feinden. Dennoch litten die Indianer unter europäischen Krankheiten und dem Verlust ihrer kulturellen Identität, so dass zahlreiche Angehörige dem Alkohol verfielen. Die Bevölkerungszahl der Michigamea nahm in dieser Zeit dramatisch ab. Im Juni 1752 erlebten sie einen Überfall der Sauk, einem der feindlichen Stämme aus dem Norden, der weitere Menschenleben kostete.
Schließlich wurden die wenigen Überlebenden von den benachbarten Kaskaskia in deren Stamm aufgenommen und von den Vereinigten Staaten 1803 als Stamm anerkannt. Als Angehörige der Kaskaskia vereinigten sie sich in den 1830er Jahren mit den Peoria zum Confederated Peoria Tribe (Verbündeter Peoria Stamm) und migrierten von Illinois nach Kansas. Weil sie ihr Stammesland in Illinois an die Amerikaner verkauft hatten, erhielten sie dort zwei kleine Reservationen. Unter dem wachsenden Druck weißer Siedler in den 1840er und 1850er Jahren in Kansas schlossen sich weitere kleine Stämme zusammen. Dazu gehörten außer den Peoria, Kaskaskia und Michigamea auch die Piankashaw, Wea und Tamaroa. In einem Vertrag von 1854 akzeptierten die Vereinigten Staaten formal diese Kooperation und teilten jedem Stammesmitglied 160 Acres (0,65 km²) Land zu.
1867 bekam der Confederated Peoria Tribe im nordöstlichen Indianer-Territorium, heute Ottawa County in Oklahoma, dieses Land zugewiesen. 1889 zogen 157 Peoria, darunter eine unbekannte Zahl an Michigamea, in ihre neue Reservation.